# 不顕性感染
不顕性感染（ふけんせいかんせん、英語: inapparent infection）とは、感染が成立していながら臨床的に確認しうる症状を示さない感染様式のことを示す。無症状感染、潜在感染、オカルト感染とも呼ばれる。
不顕性感染と顕性感染は連続的であり、病原体によって不顕性感染の方が一般的であり、発症に至ることの方が稀であるものも少なくない。不顕性感染を示す個体は臨床症状を示さないため、感染源として気付かないうちに、病原体を他個体に拡げてしまう。このような個体は無症候性キャリアと呼ばれる。
伝染病のアウトブレイクの際に感染源の一端となるため、疫学的な問題となる。風疹では、感染者の約30%が不顕性感染とされている。急性灰白髄炎（ポリオ）では、正常な免疫系を持ったヒトは約90 - 95%が不顕性感染である。
一般に十分に長い期間で見ると、宿主と微生物（あるいはウイルスなど）との関係が長期間におよぶほど、病原性は弱くなる傾向がある。これは宿主側の免疫などの防御機能や、微生物側の生存戦略（適応進化）が関係している。不顕性感染の臨床上の応用では弱毒生ワクチンがあり、これは人為的に不顕性感染を成立させることにより、免疫を成立させる方法である。

## 獣医学
犬糸状虫が右心室に感染しているにもかかわらず、末梢血からミクロフィラリアが検出できない現象が、オカルト感染と呼ばれる。原因として、虫体が未成熟、単性寄生、駆虫薬によるミクロフィラリアの抑制、宿主の免疫機構によるミクロフィラリアの排除が考えられる。